# Gmina Słaboszów
Die Gmina Słaboszów ist eine Landgemeinde im Powiat Miechowski der Woiwodschaft Kleinpolen in Polen. Ihr Sitz ist das gleichnamige Dorf mit etwa 340 Einwohnern.

## Gliederung
Zur Landgemeinde (gmina wiejska) Słaboszów gehören folgende 20 Dörfer mit einem Schulzenamt:
Buszków
Dziaduszyce
Grzymałów
Ilkowice
Janowice
Jazdowice
Kalina Wielka
Kropidło
Maciejów
Nieszków
Raszówek
Rędziny Zbigalskie
Rędziny-Borek
Rzemiędzice
Słaboszów
Słupów
Śladów
Święcice
Wymysłów
Zagorzany